# Matias da Cunha
Matias da Cunha (Portugal — Salvador, BA, 24 de outubro de 1688) foi um administrador colonial português.

## Dados biográficos
Era filho segundogénito de D. Antónia da Silva. filha do conjurador D. Antão de Almada, casada com Tristão da Cunha Ribeiro, senhor do morgado de Paio Pires.
Esteve envolvido numa violenta peleja, num jogo da péla, em que morreu o conde de Vimioso - D. Luís de Portugal (1620 — 1655) - e perante esse trágico facto decidiu ausentar-se por uns tempos pela Itália.
Foi capitão de cavalos e comissário de cavalaria. Fez carreira militar e participou das principais batalhas contra o Reino da Espanha. Começou no Entre Douro e Minho, e no Alentejo e foi governador da cavalaria de Campo Maior. Participou das batalhas finais da Guerra da Aclamação que levaram à paz com a Espanha.
Igualmente, depois, exerceu as funções de coronel do Regimento da Armada e a seguir de Governador da Capitania do Rio de Janeiro, de 1675 a 1679.
Ao retornar a Portugal recebeu comenda da Ordem de Cristo e continuou a sua carreira militar, sendo nomeado general de artilharia da província de Entre Douro e Minho e governador das armas da mesma província.
Foi feito conselheiro do Conselho de Estado por D. Pedro II de Portugal e, governador-geral do Brasil, de 4 de junho de 1687 a 24 de outubro de 1688, quando faleceu, sendo substituído interinamente pelo arcebispo Dom Frei Manuel da Ressurreição e pelo chanceler da Relação, em Salvador. Neste cargo, combateu os indígenas, sobretudo no sertão do Rio Grande do Norte e no da Capitania do Ceará, além do Quilombo dos Palmares.
Morre do "mal da bicha", na Bahia, e é aí enterrado na capela-mor do convento de São Bento.